# Barroco elisabetano

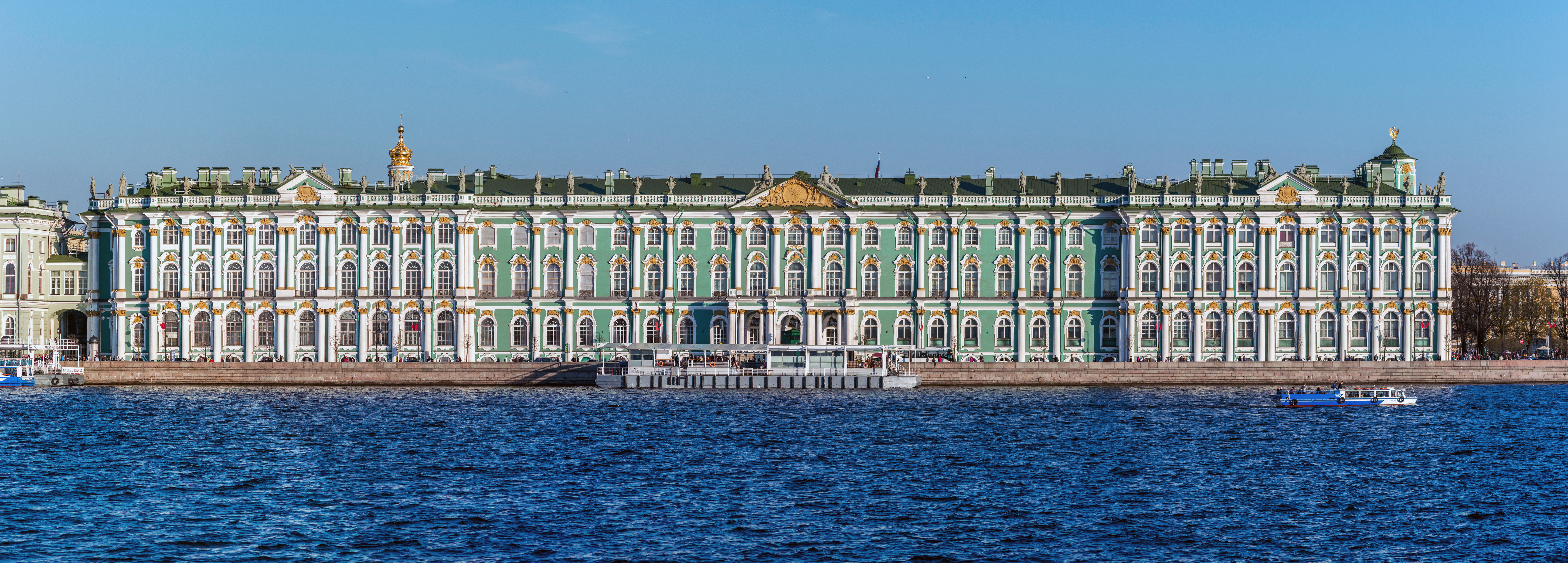
Palácio de Inverno, São Petersburgo

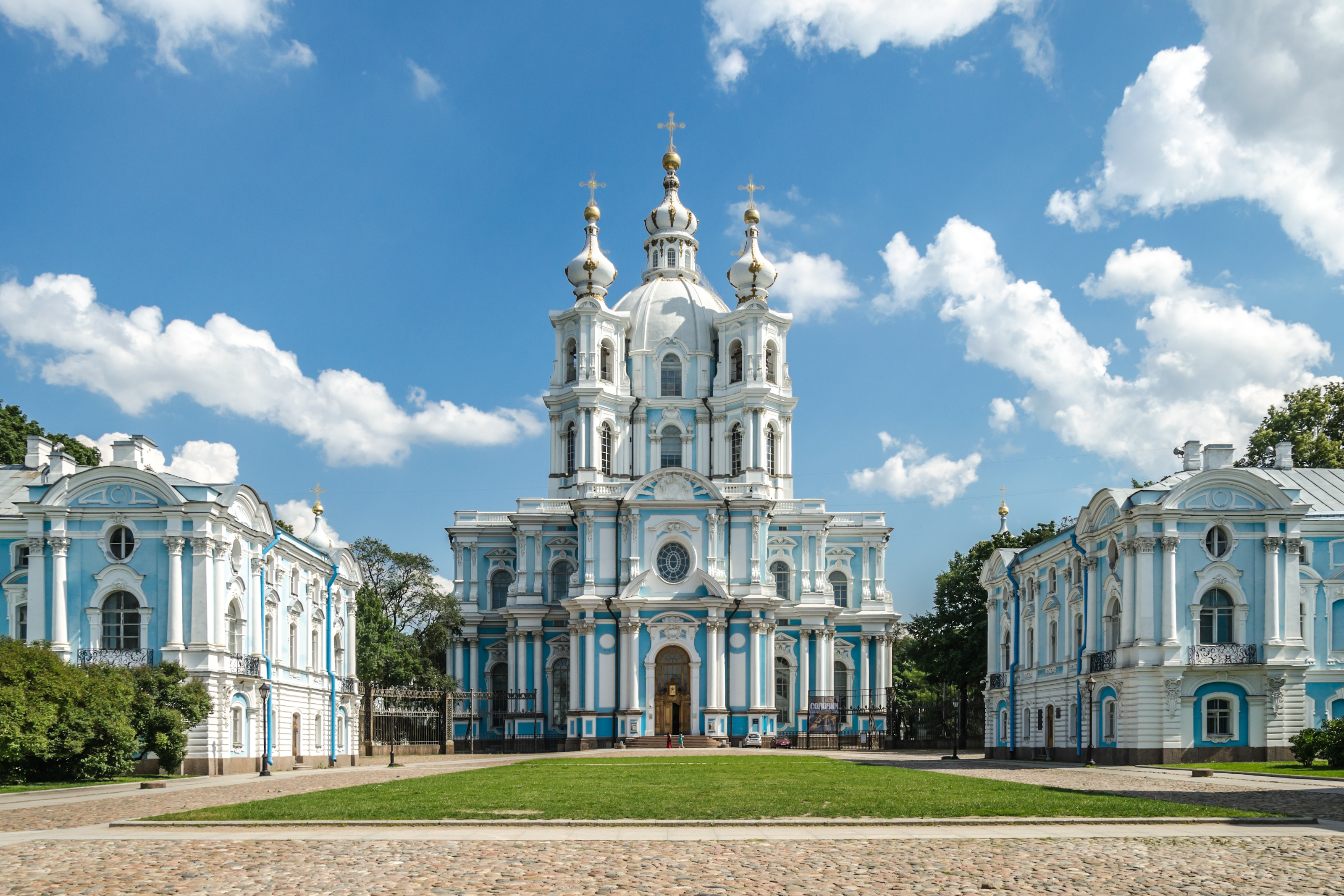
Catedral da Ressurreição, São Petersburgo

O Barroco Elisabetano (em russo: Елизаветинское барокко or Elizavetinskoe barokko) é fase da história da arquitetura russa que, precedida pelo Barroco petrino, se desenvolveu durante o reinado de Isabel da Rússia, entre 1741 e 1762..

## História e características
Com a morte de Pedro, o Grande para o Império Russo iniciou-se um período de fortes incertezas que coincidiu, durante a regência de Anna Leopol'dovna Romanova, com uma fase caracterizada por impostos excessivos e problemas económicos. Neste contexto, a actividade arquitectónica também sofreu um declínio significativo. Porém, com um golpe de Estado em 1741, o soberano foi deposto e o trono passou para Isabel, que, sendo filha de Pedro, o Grande, obteve grande apoio do povo. Isabel, aos trinta e dois anos, viu-se assim à frente de um dos maiores impérios do mundo, num dos momentos mais críticos da sua existência, mostrando-se ainda uma digna herdeira do seu pai.
No campo arquitetónico, as condições favoráveis que se estabeleceram durante o reinado de Isabel favoreceram a realização da última e grandiosa fase da arquitetura barroca na Rússia. O arquiteto proeminente foi o italiano Bartolomeo Rastrelli, cujo estilo, denominado "Barroco rastrelliano", teve repercussão muito além de São Petersburgo; outras figuras notáveis foram Savva Ivanovič Čevakinskij, Ivan Fëdorovič Mičurin e Dmitrij Vasil'evič Ukhtomskij.
Foi um período caracterizado pela construção de imponentes palácios residenciais (de recordar o Palácio de Inverno em São Petersburgo, o complexo chamado Tsarskoye Selo e o Palácio Peterhof), bem como arquitetura sagrada característica (como a Catedral da Ressurreição), com cúpulas e altos campanários que ecoavam os modelos da Rússia antiga.
Com exceção de alguns interiores, não é totalmente correto contar esta fase como rococó; por exemplo, as fachadas do Palácio de Inverno de Rastrelli, com exuberantes estuques coloridos pontuados por poderosas colunatas e delicadas aberturas de janelas, possuem a solidez do barroco maduro em vez da leveza curvilínea do verdadeiro rococó..
Surpreendentemente, o estilo barroco na Rússia terminou abruptamente com a morte da czarina, sobrevivendo na província até 1760-1770.